# Richard Church
Richard Church (Cork, 23 februari 1784 – Athene, 20 maart 1873) was een Anglo-Ierse militair die diende als bevelhebber van de Griekse strijdkrachten tijdens de Griekse Onafhankelijkheidsoorlog. Na de onafhankelijkheid werd hij generaal van het Helleense leger en lid van de Griekse Senaat.

## Biografie

### In Britse dienst
Richard Cork werd geboren als het vierde kind van de quaker-handelaar Matthew Church en Anne Dearman. Op zestienjarige leeftijd liep hij weg van huis om zich bij het leger aan te sluiten. Zijn vader kocht een commissie voor hem en Church diende korte tijd in Spanje. Vervolgens nam hij deel aan de Britse expeditie naar Egypte en daar ontwikkelde hij een sterke afkeer tegen het Ottomaanse bewind.
Church kreeg vervolgens in 1803 een aanstelling op Malta en drie jaar later werd hij benoemd tot kapitein van de Royal Corsican Rangers. Hij wist zich te onderscheiden in de verdediging van het eiland Capri tegen koning Joachim Murat van Napels. Church raakte vervolgens gewond tijdens een Britse expeditie naar de door Frankrijk gecontroleerde Ionische eilanden. Op het eiland Zakynthos vormde hij twee regimenten aan Griekse infanterie die met Brits geld betaald werden. Een van de soldaten die onder hem diende was Theodoros Kolokotronis.

### Koninkrijk der Beide Siciliën
Hij pleitte voor Griekse onafhankelijkheid in Engeland en bepleitte deze zaak ook op het Congres van Wenen. Church bleef vervolgens in Italië wonen en kreeg daar een aanstelling als luitenant-generaal in het Napolitaanse leger van koning Ferdinand I met de opdracht om geheime genootschappen en roverij aan te pakken. Er volgde een promotie tot gouverneur van Palermo en opperbevelhebber in Sicilië, maar de revolutie van 1820 verdreef hem van het eiland en leidde tot een gevangenschap in Napels die zes maanden duurde. Na zijn vrijlating kon hij wegens onder meer financiële redenen zich niet aansluiten bij de onafhankelijkheidsoorlog die in Griekenland was uitgebroken.

### Griekse Onafhankelijkheidsoorlog
Church schreef in 1826 vanuit Engeland naar de Grieken of zij de wens hadden of hij moest komen. Dit resulteerde in een officiële uitnodiging van de regering van Andreas Zaimis aan Church. Ondanks deze uitnodiging kreeg hij geen contract of een specifieke functie toebedeeld van de regering. In maart 1826 benoemden de Griekse nationale assemblees Church tot generalissimo van de landmacht. Hij was vervolgens betrokken bij enkele pogingen tot ontzettingen van het tweede beleg van de Akropolis, maar deze mislukten en hiermee verdween ook de hoop op een succesvol ontzet. Henri de Rigny onderhandelde vervolgens met de Ottomanen over de capitulatie van de Akropolis.
In 1829 behaalde Church wel militair succes door de steden Vonitsa en Mesolongi in West-Griekenland te veroveren. Church legde kort daarop zijn positie neer toen bleek dat Ioannis Capodistrias zijn militaire campagnes niet steunde.

### Laatste jaren
Na de onafhankelijkheidsoorlog bleef Church in Griekenland wonen en werd hij actief in de Griekse politiek. Church werd lid van de Raad van State en inspecteur-generaal van het leger. Als liberaal en constitutionalist vond hij koning Otto I van Griekenland te autocratisch en Church had dan ook een aandeel in de revolutie van 1843 die Griekenland omvormde tot een constitutionele staat. Kort daarop werd hij lid van de Griekse Senaat. Tevens diende hij als de onofficiële Britse ambassadeur in Athene en adviseerde hij diverse Britse premiers over Anglo-Griekse aangelegenheden. Na zijn dood kreeg Church een staatsbegrafenis en werd hij in Athene begraven.